# Mascarin de La Réunion
Mascarinus mascarin
Pour les articles homonymes, voir Mascarin.
Genre
Espèce
Statut de conservation UICN

 EX  : Éteint
Le mascarin de La Réunion (Mascarinus mascarin) est une espèce éteinte de perroquet qui était endémique de l'île de La Réunion, dans les Mascareignes, dans le sud-ouest de l'océan Indien. Les liens taxonomiques de cette espèce sont sujets à débats. Elle a été liée aux perroquets Psittaculini, en se basant sur des arguments anatomiques, mais aux perroquets Coracopsis par des arguments génétiques. La question de sa position taxonomique précise est encore ouverte.
Le mascarin de La Réunion faisait 35 cm de long, et avait un grand bec rouge et une queue formée de longues plumes de contour. Ses pattes étaient rouges, et il avait de la peau rouge exposée autour des yeux et des narines. Son visage était noir et les plumes de sa queue étaient en partie blanches, mais la couleur de son corps, de ses ailes et de sa tête est incertaine. Certaines descriptions de spécimens vivants mentionnent que le corps et la tête étaient gris cendré, et que la partie blanche de la queue avait deux plumes centrales sombres. En revanche, les descriptions basées sur des spécimens empaillés indiquent que le corps était brun et la tête bleuâtre mais ne mentionnent pas les plumes centrales sombres. Ceci est peut-être dû à un changement de couleurs des spécimens causé par le vieillissement et l'exposition à la lumière, ainsi que d'autres formes de dégâts. On sait très peu de choses sur l'oiseau en vie.
Le mascarin de La Réunion fut mentionné dans des écrits de 1674, et des spécimens vivants furent ramenés plus tard en Europe, où ils vivaient en captivité. L'espèce fut décrite scientifiquement en 1771. Il n'existe que deux spécimens empaillés à l'heure actuelle, à Paris et à Vienne. La date et la cause de l'extinction de l'espèce ne sont pas connues précisément. La dernière mention de l'animal en 1834 est considérée comme douteuse, et il est probable que l'espèce se soit éteinte avant 1800, et peut-être même avant cette date dans son milieu naturel.

## Taxonomie

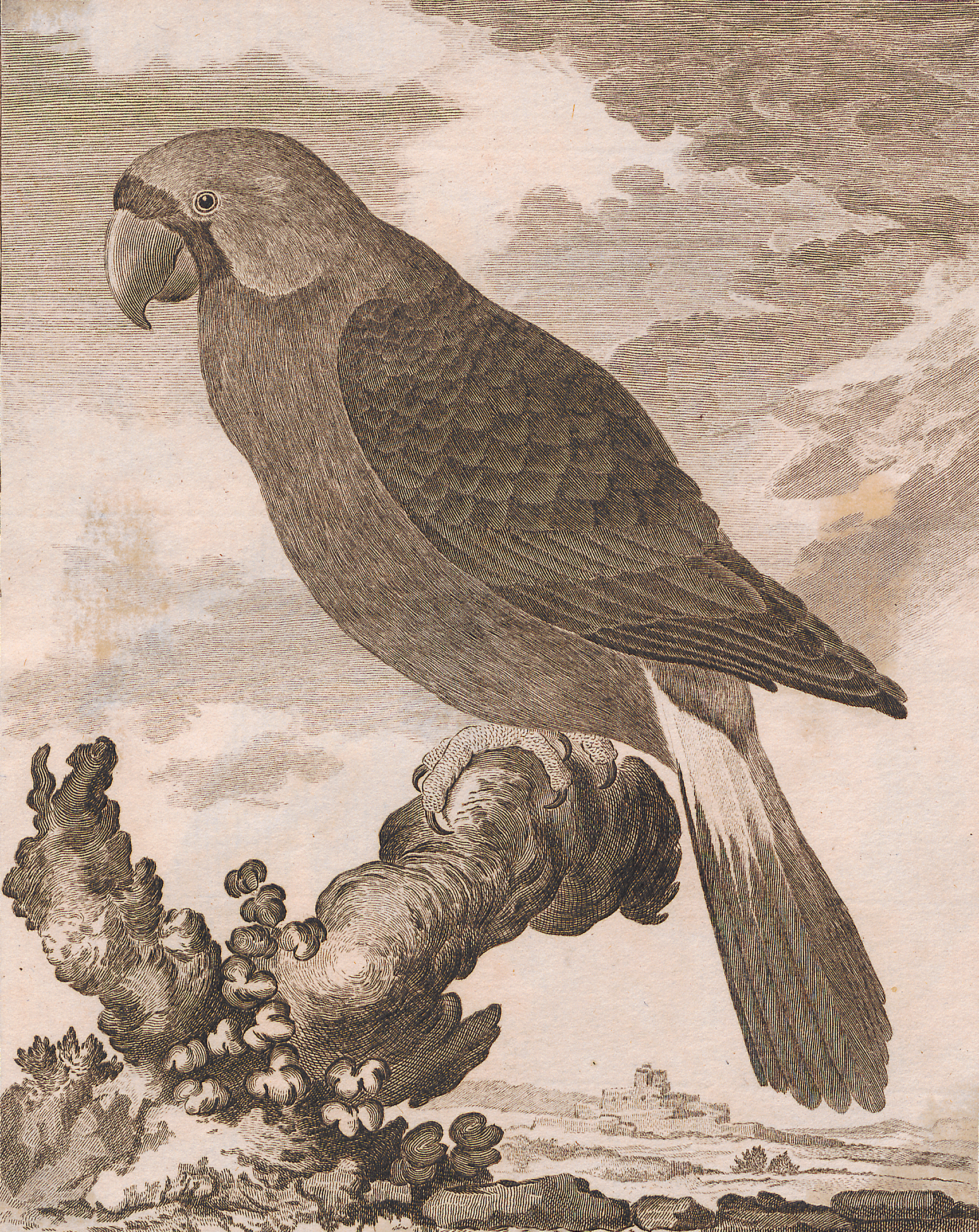
Planche de lHistoire Naturelle de Buffon, XVIIIe siècle

Le mascarin de La Réunion fut tout d'abord mentionné par l'explorateur français Sieur Dubois dans son carnet de voyage en 1674, et on ne compte qu'une poignée de descriptions de spécimens vivants. Au moins trois spécimens vivants furent ramenés en France à la fin du XVIIIe siècle et gardés en captivité, et deux d'entre eux furent décrits de leur vivant. À l'heure actuelle, deux spécimens empaillés existent. L'holotype, le spécimen MNHN 211, est au Muséum National d'Histoire Naturelle à Paris, et le deuxième, le spécimen NMW 50.688, est au Muséum d'histoire naturelle de Vienne. Ce dernier spécimen fut acheté au musée Leverian à Londres en 1806. Un troisième spécimen empaillé existait au début du XVIIIe siècle.
Le mascarin de La Réunion fut décrit scientifiquement sous le nom de Psittacus mascarinus (raccourci en « mascarin ») par le zoologiste suédois Carl von Linné en 1771. Ce nom fut utilisé par le zoologiste et philosophe français Mathurin Jacques Brisson en 1760, mais sans que cela soit destiné à être un nom scientifique. Le nom est une référence aux îles Mascareignes, dont le nom vient de leur découvreur portugais Pedro de Mascarenhas.
Les premiers comptes-rendus indiquaient que le mascarin de La Réunion vivait sur l'île de Madagascar, une idée qui poussa le naturaliste et ornithologue français René Primevère Lesson à former le synonyme Mascarinus madagascariensis en 1831. Ce nouveau nom de genre fut adopté, et lorsque Tommaso Salvadori le combina avec son nom spécifique antérieur en 1891, cela devint un tautonyme (un nom scientifique dans lequel les deux parties sont identiques). Lesson inclut également dans le genre Mascarinus les espèces des genres Tanygnathus et Psittacula, mais cette inclusion ne fut pas adoptée par d'autres écrivains. L'année suivante, l'herpétologue allemand Johann Georg Wagler conçut le genre Coracopsis pour le mascarin de La Réunion (qui devint Coracopsis mascarina dans ce système) et le Vaza noir (Coracopsis nigra). Le zoologue britannique William Alexander Forbes, dont la conviction était que mascarinus était un nom spécifique non valide, puisqu'il est identique au nom du genre, inventa le nouveau nom Mascarinus duboisi en 1879, en l'honneur de Dubois. Le nom binominal fut modifié, passant de M. mascarinus à M. mascarin dans la liste des oiseaux du monde de l'IOC en 2016, pour se conformer aux modifications opérées sur les noms d'espèces donnés par von Linné.

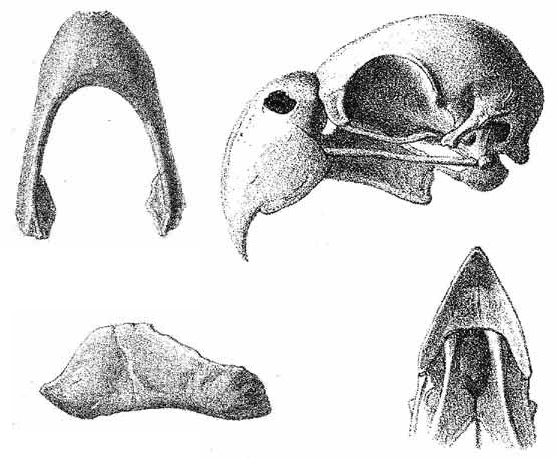
Éléments du crâne extraits du spécimen de Paris, 1866

Un perroquet sombre non identifié observé vivant par le naturaliste suédois Fredric Hasselquist en Afrique fut nommé in Psittacus obscurus par von Linné en 1758, qui encore une fois en fit un synonyme du mascarin de La Réunion en 1766. À cause de cette association, certains auteurs crurent que cette espèce venait également des îles Mascareignes, mais la description du perroquet sombre est différente de celle du mascarin de La Réunion. Ce désaccord a fait que certains auteurs utilisèrent les combinaisons (dorénavant invalides) des noms scientifiques, comme Mascarinus obscurus et Coracopsis obscura. Le perroquet non identifié était peut-être plutôt un perroquet jaco (Psittacus erithacus).
Un autre spécimen de perroquet non identifié, brun et qui était au Cabinet du Roi, fut décrit par le naturaliste français Comte de Buffon en 1779 dans sa note sur le mascarin de La Réunion, dans laquelle il soulignait des similarités et les différences entre les deux. Le paléontologue anglais Julian P. Hume a suggéré que ce perroquet était un Vaza noir, ou bien un vieux Psittacula bensoni qui aurait perdu ses couleurs. Le spécimen a depuis disparu. L'auteur et zoologue anglais George Robert Gray rangea des oiseaux de la sous-espèce des Grands Éclectus (Eclectus roratus) provenant des Moluques dans le genre Mascarinus dans son livre Une Liste des Genres d'Oiseaux dans les années 1840, mais cette idée fut rapidement rejetée par d'autres auteurs,.
Des restes subfossiles de perroquets furent plus tard déterrés dans des grottes à La Réunion. Des analyses aux rayons X des deux spécimens empaillés existants ont permis de comparer les os restants aux restes subfossiles, et de montrer que la taille de ses derniers était intermédiaire en comparaison avec les spécimens modernes. Le Vaza noir fut introduit sur l'île de La Réunion dès 1780, mais bien que les os subfossiles de perroquet ressemblaient à ceux de cette espèce sur certains aspects, ils ressemblaient plus à ceux du mascarin de La Réunion, et l'on considère donc qu'ils appartenaient à cette espèce.

### Évolution

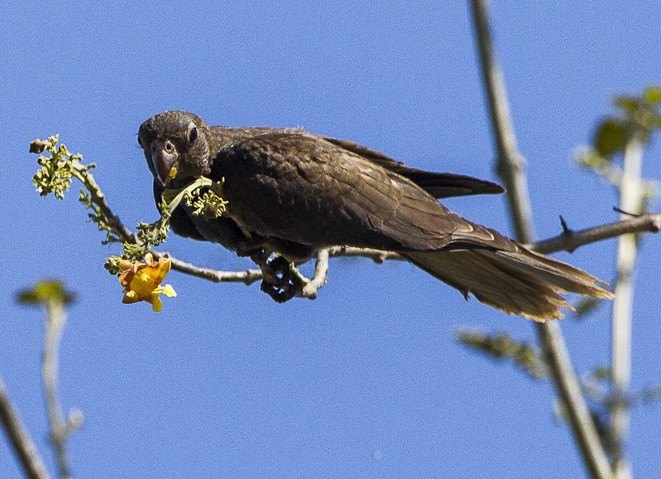
Vaza noir à Madagascar

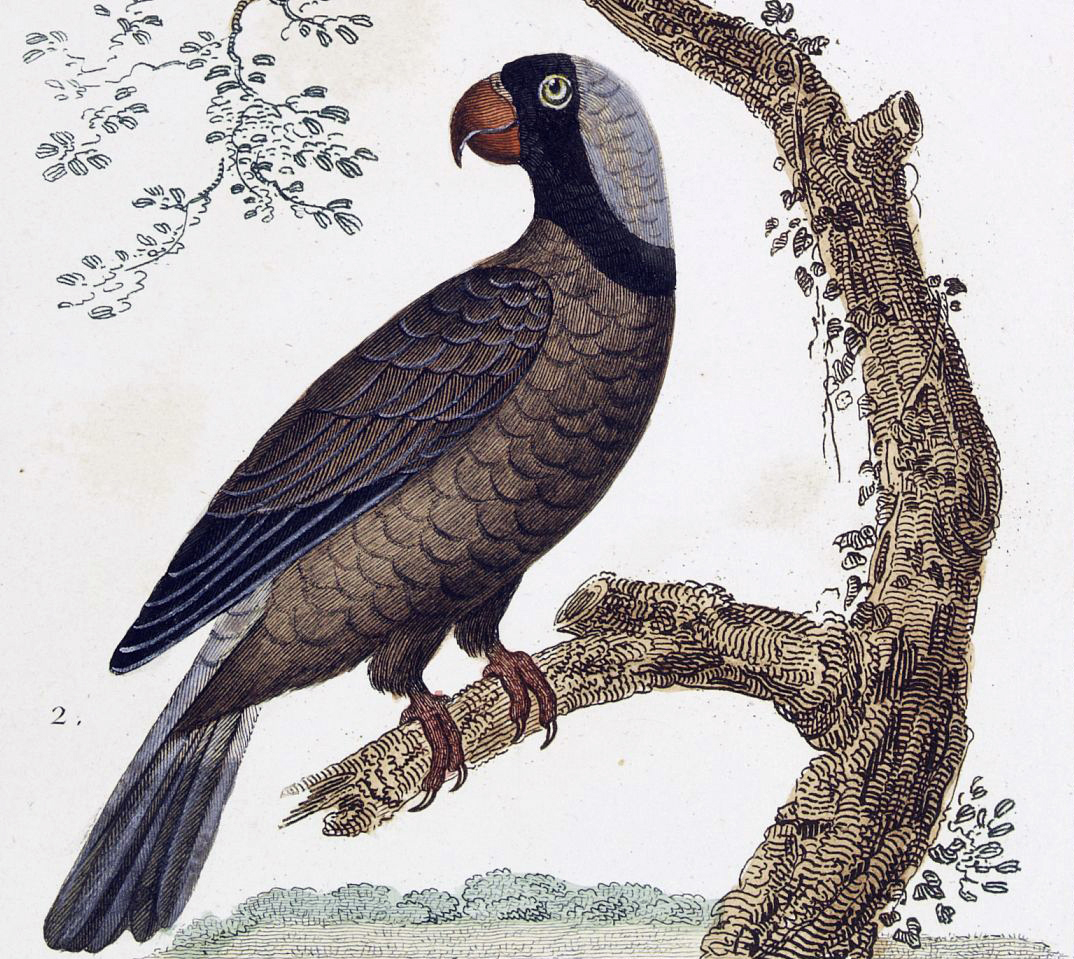
Illustration de 1850 par Jean-Baptiste Massard

Les liens du mascarin de La Réunion avec d'autres espèces ne sont pas clairs, et deux hypothèses se concurrencent depuis le milieu du XIXe siècle. Certains auteurs l'ont regroupé avec les Coracopsinae, d'origine africaine, de par son plumage noir ; d'autres l'ont regroupé avec les perroquets Psittaculinae d'origine asiatique, en se basant sur le grand bec rouge, une caractéristique qui sert de diagnostic pour ce groupe. Son plumage était en grande partie atypique pour un membre des Psittaculinae, même s'il est vrai que d'autres membres de cette espèce ont des motifs faciaux noirs.
Le niveau de la mer étaient plus bas durant le Pléistocène, ce qui fait qu'il est possible que des espèces aient colonisé les îles Mascareignes à partir d'autres régions. Même si on ne sait pas grand-chose des espèces éteintes de perroquets des Mascareignes, des restes subfossiles montrent qu'elles avaient plusieurs caractéristiques en commun, comme des têtes et des mâchoires hypertrophiées, des os pectoraux de taille réduite, et des os robustes dans les jambes. Hume soutient la thèse de leur origine dans la dispersion de la tribu des Psittaculini en de basant sur les caractéristiques morphologiques et le fait que les perroquets de l'espèce Psittacula ont réussi à coloniser un certain nombre d'îles isolées dans l'oéan Indien. Selon cette théorie, les Psittaculini pourraient avoir envahi la région plusieurs fois, étant donné que beaucoup de ces espèces étaient si spécialisées qu'elles pourraient avoir évolué de façon significative sur des îles points chauds avant que les Mascareignes n'émergent de l'océan.
L'île de La Réunion est vieille de 3 millions d'années, ce qui est assez long pour que de nouveaux genera évoluent, mais beaucoup d'animaux endémiques ont sans doute disparu pendant l'éruption du volcan Piton des Neiges, entre 180 000 et 300 000 ans avant notre ère. La plupart des espèces récentes et existant toujours seraient ainsi probablement des descendants d'animaux ayant recolonisé l'île depuis l'Afrique ou Madagascar après cet évènement. Si le mascarin de La Réunion avait en réalité évolué en un genre distinct sur l'île de La Réunion avant l'éruption volcanique, cela en ferait un des seules espèces à avoir survécu à cette extinction massive.
Une étude génétique réalisée en 2011 montra à la place que le mascarin de La Réunion avait sa place parmi les sous-espèces du Vaza noir provenant de Madagascar et des îles avoisinantes, et n'étaient ainsi pas liées aux perroquets Psittacula. L'étude avance aussi que la lignée du mascarin de La Réunion divergea entre 4.6 millions et 9 millions d'années avant notre ère, avant la formation de La Réunion, indiquant que cette divergence se déroula ailleurs. Le cladogramme accompagnant l'étude est dessiné ci-dessous :

Un autre groupe de scientifiques reconnurent la découverte mais firent également la remarque que l'échantillon pouvait avoir été endommagé, et que d'autres tests étaient nécessaires avant de pouvoir résoudre la question complètement. Ils notèrent également que si l'on avait la confirmation que le mascarin de La Réunion devrait être intégré au genre Coracopsis, ce dernier deviendrait un synonyme plus récent, puisque l'ancien nom est plus vieux. Hume a exprimé sa surprise vis-à-vis de ces résultats, à cause des similarités anatomiques entre le mascarin de La Réunion et d'autres perroquets des îles Mascareignes qui sont considérés comme étant des psittaculines. Il remarque également qu'il n'y a aucune preuve de fossiles provenant d'autres îles pour appuyer l'hypothèse que l'espèce évolua ailleurs avant d'atteindre La Réunion.

## Description

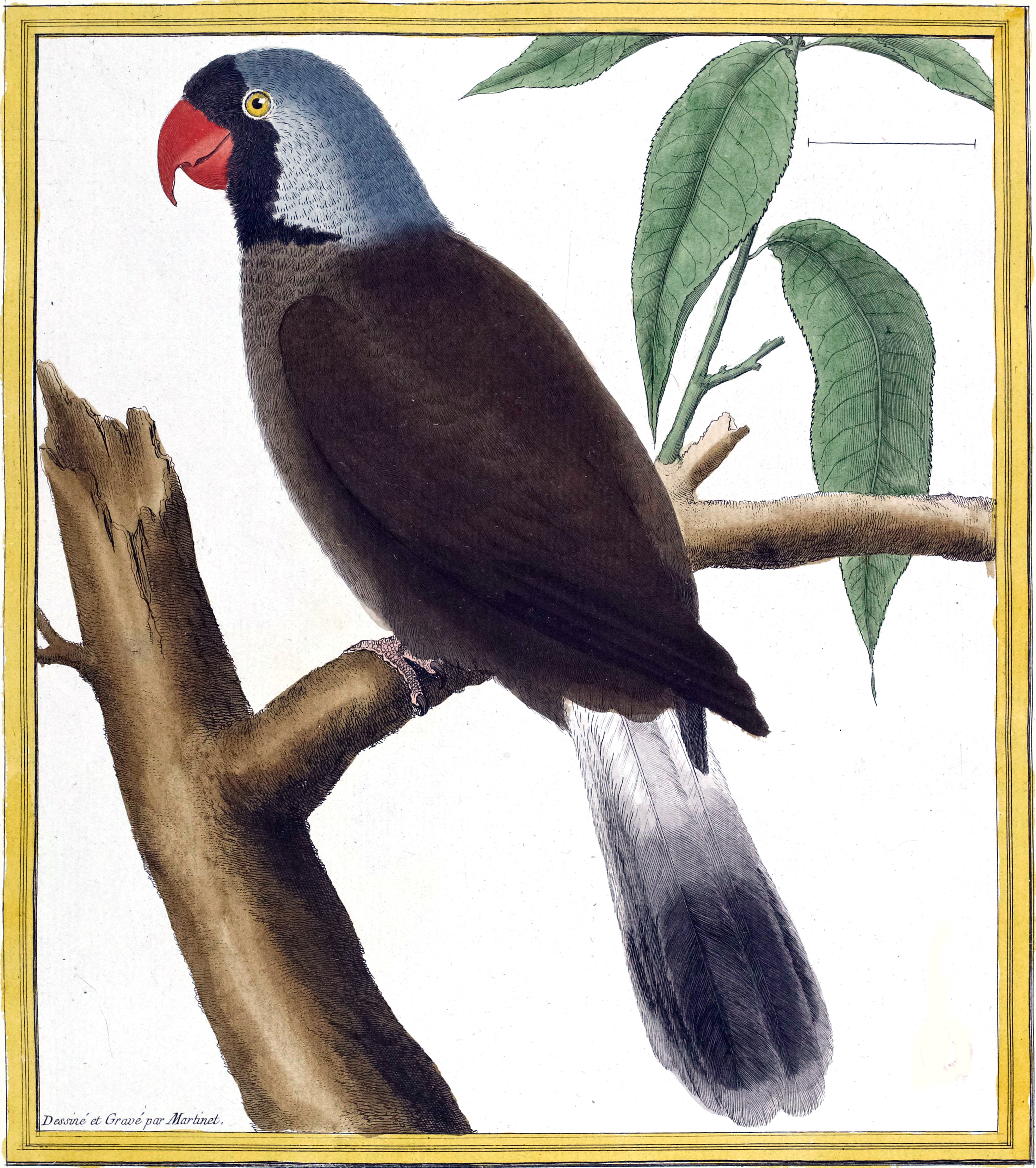
Planche de 1779 par François-Nicolas Martinet, montrant une tête bleutée et un corps marron

Le mascarin de La Réunion faisait 35 cm de long. Son aile mesurait 211 mm, sa queue 144–152 mm, son culmen 32–36 mm, et son tarse 22–24 mm. Il avait un grand bec rouge et des plumes arrondies et plutôt longues à la queue. Il avait un masque facial noir et ressemblant à du velours sur l'avant de la tête. Il y a plusieurs différences dans les descriptions et représentations historiques de l'oiseau concernant la couleur de son corps, ses ailes, ses plumes caudales et sa tête. En 1674, Dubois décrivit des spécimens vivants comme étant de couleur « petit-gris », qui est la couleur de la robe sombre de l'écureuil roux. Cette couleur est sombre, entre le gris sombre et le marron.
En 1760, Brisson publia la description suivante, basée sur un oiseau qui vivait en captivité (et qui pourrait être le spécimen actuellement préservé à Paris) :
Il est un peu plus gros que le Perroquet cendré de Guinée. Sa longueur depuis le bout du bec jusqu'à celui de la queue est de treize pouces six lignes, & jusqu'à celui des ongles de douze pouces trois lignes. Son bec, qui a seize lignes d'épaisseur, a depuis son crochet jusqu'aux coins de la bouche quinze lignes de long ; sa queue quatre pouces six lignes ; son pied onze lignes ; le doigt extérieur de devant, joint avec l'ongle, un pouce dix lignes, l'intérieur quinze lignes & demie ; l'extérieur de ceux de derrière un pouce sept lignes & demie, & l'intérieur onze lignes. Il a deux pieds quatre pouces de vol ; & ses ailes, lorsqu'elles sont pliées, s'étendent environ jusqu'aux deux tiers de la longueur de la queue. La base du bec est entourée de plumes noires, qui forment une bande de cinq ou six lignes de largeur. Les parties supérieures de la tête & du col sont d'un cendré clair. Le dos, le croupion, la partie inférieure du col, la poitrine, le vendre, les côtés, les jambes, les plumes scapulaires, les couvertures du dessus et du dessous des ailes, & celles du dessus & du dessous de la queue sont d'un cendré très-foncé. Les plumes de l'aile sont de la même couleur. La queue est composée de douze plumes : les deux du milieu sont aussi d'un cendré très-foncé : toutes les latérales sont de la même couleur, excepté qu'elles ont un peu de blanc à leur origine. Les yeux sont entourés d'une peau nue, d'un rouge vif : leur prunelle est noire ; & leur iris est rouge. La base du demi-bec supérieur est aussi entourée d'une peau nue & rouge, dans laquelle les narines sont placées. Le bec est pareillement rouge. Les pieds sont de couleurs de chair pâle ; & les ongles sont d'un gris-brun. J'ignore dans quel pays on le trouve. Je l'ai vu vivant à Paris.
Plusieurs auteurs qui ont suivi ont décrit le corps comme étant brun plutôt que gris, et la tête comme étant lilas tirant sur le bleu, en se basant sur des spécimens empaillés, et ceci est devenu la représentation canonique de l'oiseau. Les oiseaux observés vivants ne furent jamais décrits avec ces couleurs. Hume a avancé la théorie que cette coloration est un artefact qui résulte du fait que les spécimens empaillés ont vieilli et ont été exposés à la lumière, ce qui peut changer le noir et le gris en brun. Une telle transformation a changé un spécimen de dickcissel d'Amérique sortant de l'ordinaire (auquel on fait parfois référence comme étant une espèce distincte, le dickcissel de Townsend, Spiza townsendi), le faisant passer du gris au brun. Les deux spécimens existants diffèrent également l'un de l'autre dans leurs couleurs. Le spécimen de Paris a une tête gris-bleu, et un corps marron,
de couleur plus pâle sur le dessous. Les plumes de sa queue et de ses ailes furent sévèrement endommagées par de l'acide sulfurique, en tentant de faire une fumigation dans les années 1790. Le spécimen de Vienne est d'un marron clair sur la tête et le reste du corps, et son plumage est parsemé de plumes blanches sur la queue, le dos et les ailes.

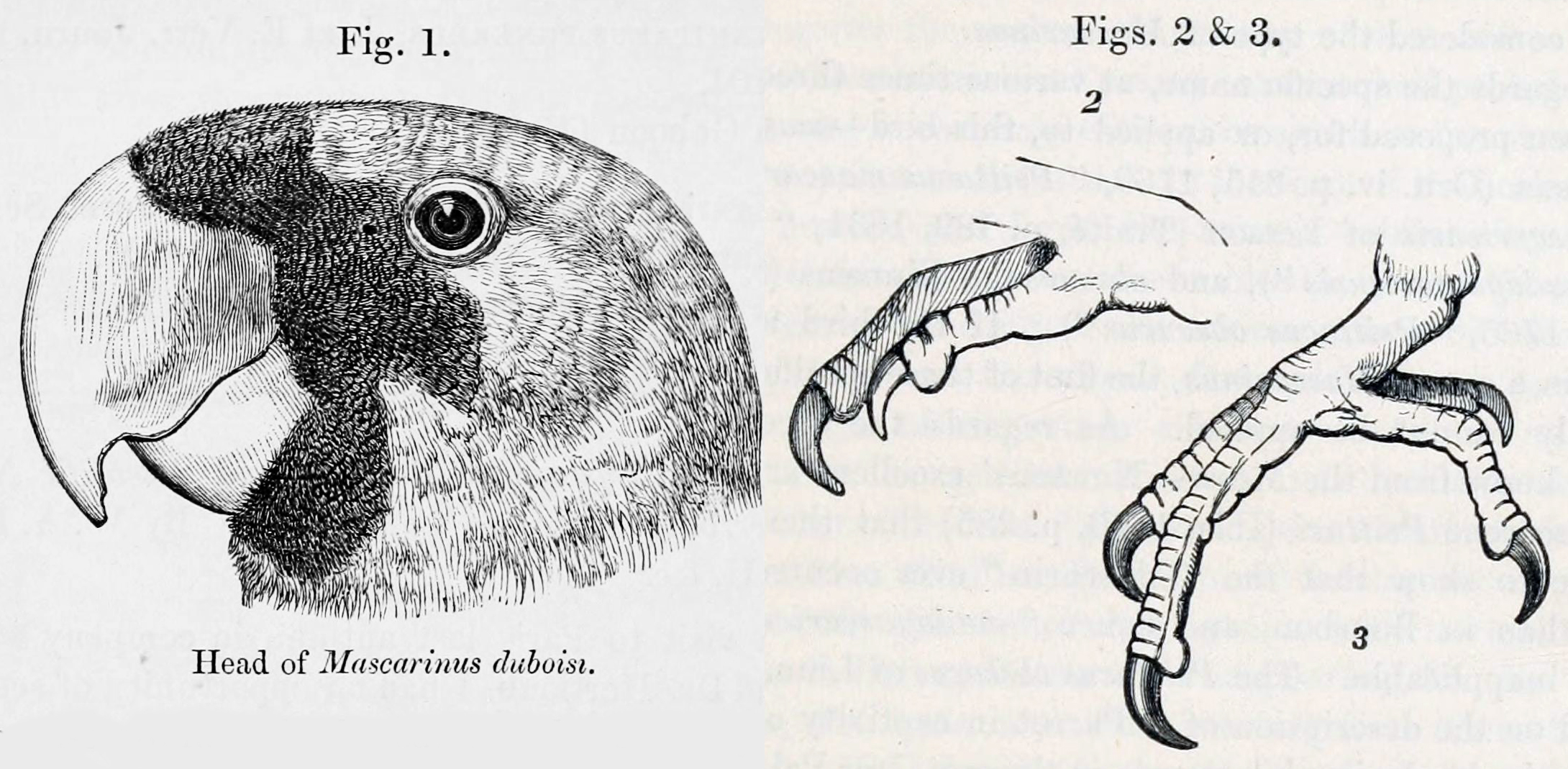
Illustration de la tête (après extraction du crâne) et des pieds du spécimen de Paris, 1879

La confusion autour de la couleur du mascarin de La Réunion a été rendue encore plus grande par une planche réalisée par le naturaliste et graveur français François-Nicolas Martinet dans le volume de Histoire Naturelle des Oiseaux de Buffon (1779), la première illustration en couleur de cette espèce. Elle la représente comme brun avec une tête pourpre, et la vivacité de ces couleurs varie considérablement entre les copies, à cause du fait que ces illustrations étaient mises en couleur à la main par beaucoup d'artistes différents travaillant dans l'atelier de Martinet. Dans ces copies, la couleur du corps peut varier du brun noisette au chocolat grisonnant, la queue du gris clair au gris brun-noir, et la tête du gris bleuté au gris tourterelle. La planche ne montre pas non plus les deux plumes sombres centrales sans base blanche à la queue, une caractéristique décrite par Brisson, et ces caractéristiques ont été répétées plus tard dans les représentations ultérieures. L'illustration de Martinet et la description de Buffon étaient peut-être basées sur le spécimen de Paris.
En 1879, Forbes décrivit la cire du bec comme étant recouverte par des plumes qui cachaient les narines. Ceci contredit d'autres descriptions qui mentionnent que les narines étaient entourées de peau rouge. Forbes basa sa description sur le spécimen de Paris, dont le crâne et la mandibule avaient été retirés pour être étudiés par l'ornithologue et mammalogiste français Alphonse Milne-Edwards. Ceci pourrait avoir modifié la forme de la tête et des narines, comme le montre l'illustration dans l'article de Forbes.

## Comportement et écologie

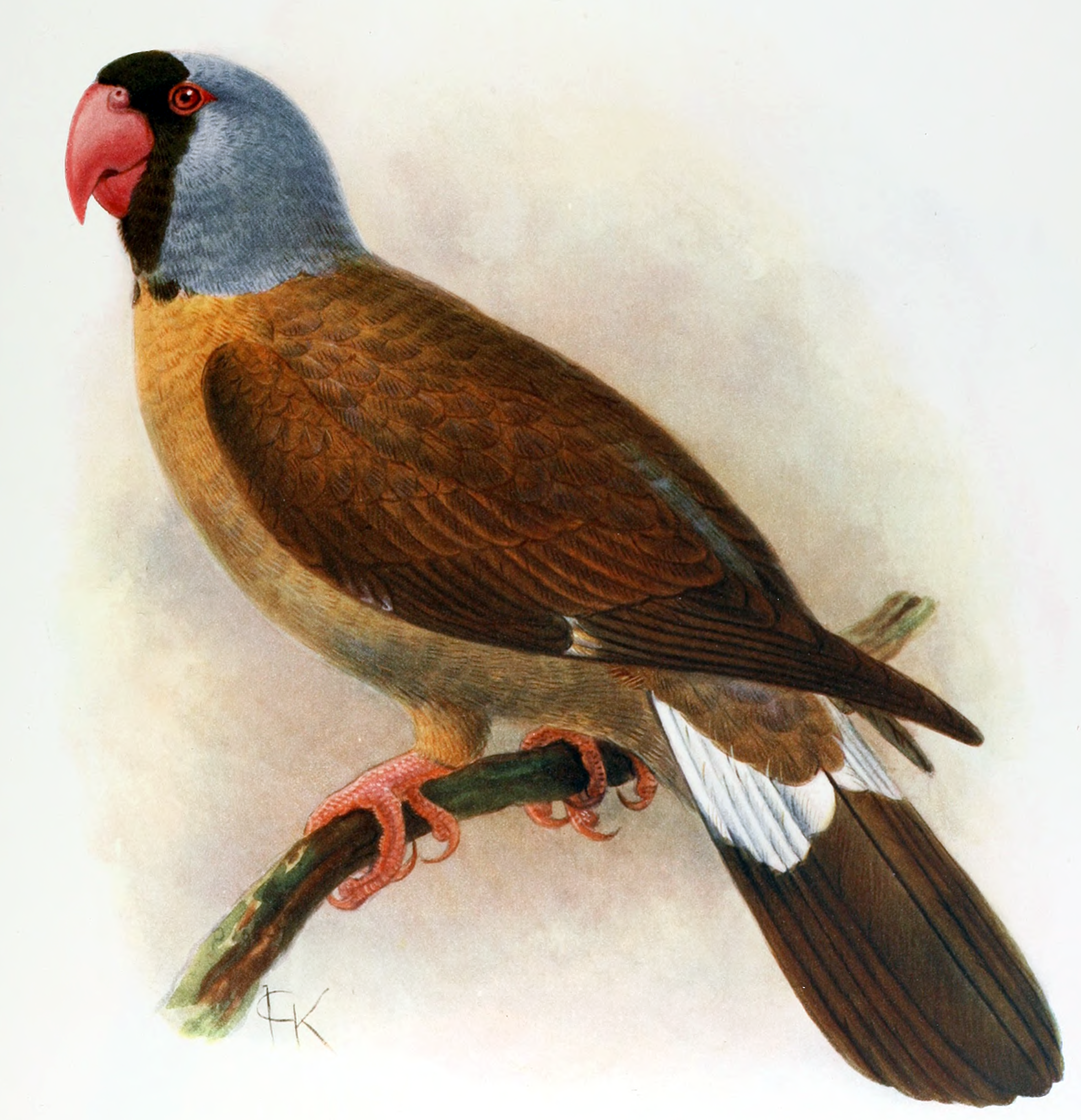
Illustration de 1907 par John Gerrard Keulemans, basée sur le spécimen de Paris

On sait très peu de choses sur le mascarin de La Réunion de son vivant.
Puisque plusieurs spécimens furent gardés en vie en captivité, ça n'était sans doute pas une espèce spécialisée. Le fait que le spécimen de Vienne soit en partie blanc est peut-être le résultat de carences alimentaires pendant une longue période en captivité ; les plumes principales de l'aile étaient coupées, ce qui indique qu'il vivait en cage. On en savait très peu sur l'alimentation des perroquets au XVIIIe siècle, et le spécimen de Vienne a peut-être manqué de tyrosine, un acide aminé, dans son alimentation, ce qui est nécessaire pour synthétiser de la mélanine. Chez d'autres perroquets, ceci aurait eu pour conséquence une coloration orange, plutôt que blanche, dans les plumes, à cause de la présence du pigment pscittacine, mais les perroquets du genre Coracopsis et le mascarin de La Réunion sont les seuls perroquets qui n'ont pas ce pigment. Le spécimen a aussi parfois été décrit comme étant « partiellement albinos », bien que le vrai albinisme (causé par l'absence de l'enzyme tyrosinase) ne peut pas être juste partiel par définition.
En 1705, Jean Feuilley donna une description des perroquets de La Réunion et leur écologie qui indique qu'ils s'engraissaient de façon saisonnière :

Il y a plusieurs espèces de perroquets, et de différentes grosseur et couleur. Les uns sont de la grosseur d'une poule, de couleur grise, le bec rouge [mascarin de La Réunion] […] Ils sont fort excellents à manger, surtout quand ils sont gras, qui est depuis le mois de juin jusqu'au mois de septembre, parce que dans ces temps les arbres jettent une certaine graine sauvage dont ces oiseaux se nourrissent.

Le mascarin de La Réunion a peut-être été également présent sur l'Île Maurice, selon un témoignage du XVIIe siècle par le voyageur britannique Peter Mundy, qui mentionna des « perroquets roux ». Cette possibilité existe, car La Réunion et Maurice ont certains types d'animaux en commun, mais aucune preuve fossile n'a été découverte pour l'heure.
Un grand nombre d'autres espèces endémiques de La Réunion se sont éteintes après l'arrivée de l'homme et la perturbation de l'écosystème de l'île qui la suit. Le mascarin de La Réunion vivait parmi d'autres espèces d'oiseaux récemment disparues, comme l'étourneau de Bourbon, l'ibis de La Réunion, la perruche à collier de La Réunion, le psittacula bensoni, le talève de La Réunion, le hibou de Gruchet, le héron de La Réunion, et le pigeon de La Réunion. Les reptiles de La Réunion éteints comprennent la tortue géante de La Réunion ainsi qu'un saurien non décrit de la famille des Leiolopisma. La roussette rougette et l'escargot Tropidophora carinata vivaient sur La Réunion et Maurice mais disparurent des deux îles.

## Extinction

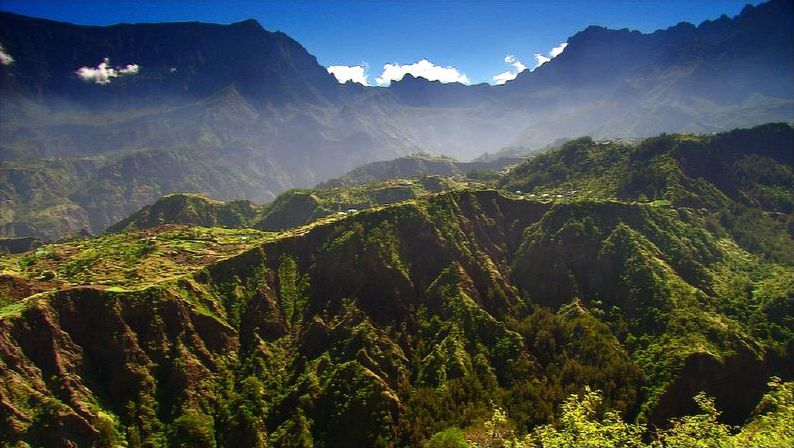
Zone de forêt montagneuse sur La Réunion, 2006

Parmi les huit espèces de perroquets endémiques des îles Mascareignes, seule la perruche de Maurice (Psittacula eques echo) survécut. Les autres espèces se sont probablement éteintes à cause d'une combinaison d'une chasse trop importante et de la déforestation. La cause et la date d'extinction du mascarin de La Réunion ne sont pas connues. En 1834, l'auteur et zoologue allemand Carl Wilhelm Hahn (zoologiste) publia un témoignage, beaucoup repris par la suite, d'un mascarin de La Réunion vivant qui aurait été en possession de Maximilien Ier de Bavière. L'oiseau devait être très vieux à cette époque, et Hahn fournit ce qu'il disait être une planche représentant ce spécimen. La liste rouge de l'UICN accepte ce témoignage de 1834 comme étant la dernière mention d'un spécimen vivant de l'espèce.

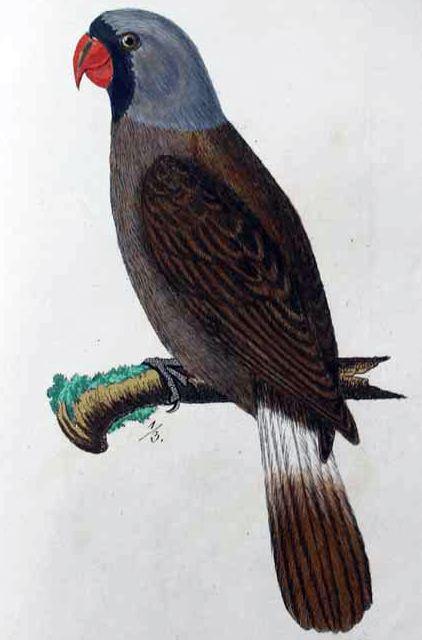
Illustration de 1834 de Carl Wilhelm Hahn, peut-être basée sur celle de Martinet

La véracité des affirmations de Hahn fut mise en doute dès 1876, et l'illustration semble être un plagiat de la planche de François-Nicolas Martinet, publiée 50 ans auparavant. Après la mort du roi Maximilien en 1825, sa collection fut vendue aux enchères, mais aucun mascarin de La Réunion n'était mentionné dans l'inventaire des espèces. Hahn ne mentionne pas la date à laquelle il vit l'oiseau, et cela pourrait être bien avant 1834. Cependant, le fait que l'image de Martinet soit copiée et qu'aucun spécimen naturalisé n'existe (même si un oiseau aussi rare aurait sans doute été préservé) rend le témoignage de Hahn douteux. Il aurait peut-être basé son témoignage sur d'autres sources ou même sur des rumeurs.
Si l'on met de côté le témoignage de Hanh, le mascarin de La Réunion s'est sans doute éteint avant 1800. L'oiseau n'est pas mentionné dans les écrits de Jean-Baptiste Bory de Saint-Vincent, qui datent de 1804.
Le dernier témoignage mentionnant des spécimens sauvages vivants date des années 1770. On pense que le mascarin de La Réunion s'est éteint à l'état sauvage alors que des spécimens étaient toujours vivants en captivité en Europe, puisqu'on sait que certains spécimens y vivaient après la dernière mention de spécimens sauvages. Dans les années 1790, l'écrivain, explorateur et naturaliste François Levaillant écrivit que l'oiseau était rare et qu'il avait vu trois spécimens en France.
Un des derniers témoignages certains de spécimens en vie est la description en 1784 par Mauduyt d'oiseaux en captivité :
On trouve le mascarin à l'île de Bourbon ; j'en ai vu plusieurs vivants à Paris ; c'étaient des oiseaux assez doux ; ils n'avaient en leur faveur que leur bec rouge qui tranchait agréablement sur le fond sombre de leur plumage ; ils n'avaient pas appris à parler.
En contradiction avec les affirmations de Feuilley, Dubois mentionna que le mascarin de La Réunion n'était pas comestible, ce qui pourrait avoir pour conséquence que la plupart des visiteurs de La Réunion n'accordaient que peu d'importance à l'espèce. Il s'agit de la dernière espèce de perroquets indigène de La Réunion à s'éteindre. La seule espèce d'oiseaux endémique de La Réunion qui disparut après le mascarin de La Réunion fut l'étourneau de Bourbon vers le milieu du XIXe siècle.

## Informations complémentaires
- Liste des espèces d'oiseaux de La Réunion.
- Faune endémique de La Réunion.
- Liste des espèces d'oiseaux disparues.